# مجموعة ساس
ساس إيه بي (نظام الخطوط الجوية الاسكندنافية)  (OSE ، ناسداك نورديك: SAS، SAS DKK) هي شركة طيران قابضة مقرها في مبنى مكاتب ساس فروسوندافيك في بلدية سولنا، السويد. هي المالكة لشركتي الخطوط الجوية الإسكندنافية والخطوط الجوية الاسكندنافية الايرلندية كانت شركة ساس تمتلك في السابق 19.9٪ من شركة الطيران الإسبانية سبان أير المتوقفة حاليًا بالإضافة إلى أسهم في إستونيا أير وسكاي واي إكسبريس. مجموعة ساس مملوكة جزئيًا لحكومتي السويد والدنمارك بنسبة 14.82٪ و14.24٪ على التوالي. أما النسبة المتبقية البالغة 70.92٪ فيمتلكها مساهمون من القطاع الخاص، حيث تمتلك إدارة أصول المؤسسات 6.50٪. الشركة مدرجة في بورصة أوسلو وبورصة ستوكهولم وبورصة كوبنهاغن.

## وصلات خارجية
- مجموعة ساس